# Biebrich (Rhénanie-Palatinat)
Pour les articles homonymes, voir Biebrich.
Biebrich est une municipalité du Verbandsgemeinde Katzenelnbogen, dans l'arrondissement de Rhin-Lahn, en Rhénanie-Palatinat, dans l'ouest de l'Allemagne. Les ducs de Nassau y avaient leur résidence.